# Igreja Evangélica Unida de Cristo nas Filipinas
A Igreja Evangélica Unida de Cristo (IEUC) (em castelhano:  Iglesia Evangélica Unida de Cristo), é uma denominação protestante unida nas Filipinas, constituída em 1932, pela união de igrejas presbiterianas, reformados e a Igreja Evangélica dos Cristãos Filipinos.

## História
Em 1906,  Dom Toribio Teodoro, um leigo e industrial, membro da Iglesia Evangélica de los Cristianos Filipinos (Igreja Evangélica dos Cristãos Filipinos) deu início a um movimento de união entre igrejas filipinas. 
Sob sua liderança, 13 igrejas filipinas começaram a se discutir a possibilidade de fusão. 
Em 3 de janeiro de 1932, 8 das igrejas participantes, sobretudo de origem presbiterianas, reformadas continental, além da própria Igreja Evangélica dos Cristãos Filipinos, se uniram, dando origem à Igreja Evangélica Unida de Cristo.
Desde então, a denominação cresceu e se espalhou por todo o país. Em 2004, tinha cerca de 30 mil membros, 72 igrejas e 89 pastores.
Todavia, nos anos seguintes, a igreja declinou. O Censo de 2020 encontrou apenas 5.051 membros.

## Relações intereclesiásticas
A denominação é membros da Comunhão Mundial das Igrejas Reformadas.